# Matías Kranevitter
Claudio Matías Kranevitter (San Miguel de Tucumán, Argentina, 21 de maig de 1993) és un futbolista professional argentí format a les files del River Plate, i que juga actualment al CF Monterrey.

## Trajectòria

### Atlético de Madrid
L'estiu del 2015 es va oficialitzar el seu fitxatge per l'equip matalasser. Kranevitter va signar un contracte per cinc anys i va continuar cedit al River fins a finals d'any. Aquest era un requisit de l'equip argentí perquè el jugador pogués jugar, d'aquesta manera, el Mundial de clubs. Va debutar amb l'equip madrileny el 6 de gener de 2015, en l'anada dels vuitens de final de la Copa del Rei contra el Rayo Vallecano, va disputar els 90 minuts. El seu debut en Lliga, però, es va fer esperar i no va ser fins al 14 de febrer del 2016, quan va substituir Fernando Torres en un partit contra el Getafe CF.

### Selecció argentina
El 24 d'agost del 2015 es va fer oficial la seua primera convocatòria amb la selecció argentina. El 'Tata' Martino el va convocar a causa de les diverses baixes que tenia el combinat albiceleste.